# Dan Anca
Dan Sabin Anca [dan anka] (7. ledna 1947, Turda, Rumunsko – 20. října 2005) byl rumunský fotbalový záložník a reprezentant.

## Klubová kariéra
Dan Anca hrál v Rumunsku profesionálně pouze za klub Universitatea Kluž, který se do roku 1965 jmenoval Știința Kluž.

## Reprezentační kariéra
Hrál za rumunský reprezentační výběr do 23 let.
V rumunském reprezentačním A-mužstvu debutoval 15. 1. 1969 v přátelském zápase v Londýně proti domácímu týmu Anglie (remíza 1:1). Celkem odehrál v letech 1969–1973 za rumunský národní tým 7 utkání, gól nevstřelil.